# Roberto Tremelloni
Roberto Tremelloni (Milano, 30 ottobre 1900 – Brunico, 8 settembre 1987) è stato un politico e giornalista italiano.
Membro del PSDI, è stato più volte Ministro della difesa e delle Finanze.

## Giovinezza
Tremelloni nacque a Milano il 30 ottobre 1900 in una famiglia di modeste condizioni economiche.
La sua vera aspirazione, fin dalla minore età, era quella di diventare giornalista. Iscrittosi all'Istituto di Ragioneria Carlo Cattaneo ne uscì diplomato nel 1917.
La scuola frequentata non gli bastava a soddisfare i suoi interessi culturali: in quegli anni prese l'iniziativa di fondare con alcuni amici e compagni di studio un giornale studentesco, che rappresentò per lui la realizzazione di una vecchia idea che da sempre lo affascinava.
Ancora studente del Cattaneo, durante le vacanze estive svolgeva lavoretti di diversa natura pur di guadagnare qualcosa. Diplomatosi in ragioneria, s'impegnò in un'attività contabile, ma tale attività non gli piaceva per niente.
Avendo nel frattempo conosciuto alcuni giornalisti, incominciò a collaborare alla Gazzetta dello Sport e successivamente alla redazione sportiva del quotidiano di Milano La Sera, passando in seguito alla redazione della cronaca cittadina dello stesso giornale.
I primi momenti di vita politica Tremelloni li trascorse nel gruppo giovanile del Partito Repubblicano a contatto con i deputati Cappa, Nenni, Rasini, Chiesa e altri.
Nei primi mesi del 1918 fu chiamato alle armi: dapprima come soldato semplice di fanteria a Genova, poi venne mandato alla Scuola militare degli allievi ufficiali di Caserta.
Rientrato a Milano, venne destinato in Alto Adige a presidiare quel territorio di confine abitato da una popolazione di lingua tedesca, che il trattato di pace assegnò all'Italia dopo la vittoria.
Ma la vita militare rafforzò in lui le convinzioni antimilitariste e il suo profondo credo pacifista.
Rientrato alla vita civile, Tremelloni tornò a lavorare nella redazione de La Sera come cronista e come tale fu presente all'adunata di piazza San Sepolcro, in occasione della fondazione dei fasci di combattimento.
In quel periodo fondò con alcuni amici una cooperativa per la gestione di una libreria e collaborò alla fondazione dell'ente Fiera di Milano, di cui diresse il giornale.
Nel frattempo s'iscrisse all'Università Bocconi e sostenne qualche esame di profitto.
Nei primi anni del dopoguerra Tremelloni passò dal giornalismo pubblicistico a quello professionale. Infatti dopo esserne stato collaboratore, divenne redattore e inviato speciale del quotidiano La Sera.
Nel 1919 fonda, assieme al fratello Attilio, la Casa Editrice Aracne, dedicata alla stampa di periodici di settore e monografie sul lavoro; nel 1938 - lasciata tale attività - la Casa editrice “Aracne” e la Società anonima tipografica “Aracne” confluirono nella Soc. An. Ed. Tip. Aracne con amministratore unico Attilio Tremelloni, ceduta poi a terzi per divenire negli anni sessanta la Pan Editrice.
Nell'ottobre 1922 si iscrisse al Partito Socialista Unitario (P.S.U.) cioè al partito costituito da Turati, Treves, Prampolini, D'Aragona
L'ingresso ufficiale di Tremelloni nel PSU avvenne dunque poche settimane prima della marcia su Roma e dell'avvento del fascismo al potere.
Precedentemente alla soppressione delle libertà democratiche coi provvedimenti adottati dal Governo Mussolini, alla fine del ‘26 Tremelloni entrava nell'ufficio studi della Confederazione Generale del Lavoro e nello stesso tempo era chiamato a dirigere Battaglie sindacali, la rivista dell'organizzazione, che diresse fino alla sua soppressione.

## Seconda guerra mondiale e primo dopoguerra
Nel 1930 riuscì a ottenere la libera docenza in Economia politica all'Università di Ginevra e collaborò alla fondazione del Gruppo Amici della Razionalizzazione, connesso alla rivista L'Ufficio Moderno. Numerosi articoli economici e monografie, scritte nel periodo dal 1927 al 1944, documentano l'attività di studio e di ricerca che erano alla base, da un lato, del titolo acquisito e, dall'altro, la conseguenza del suo impegno di studioso.
Infatti Tremelloni, allontanatosi dalla politica attiva come molti altri antifascisti, si dedicò prevalentemente agli studi economici.
Negli anni del conflitto bellico, precisamente dal 1941 al 1945, Tremelloni continuò a dedicarsi agli studi e, in particolare, alla programmazione di un volume di storia economica italiana dal 1861 in poi.
Negli ultimi tempi che precedettero la Liberazione, Tremelloni tornò a pensare alla possibilità di ricominciare l'attività giornalistica, la sua vera e grande passione che lo accompagnerà per tutta la vita.
In particolare, pensò a creare un quotidiano tipo Financial Times interamente dedicato a notizie, idee e commenti di politica economica, e a un settimanale tipo The Economist, senza peraltro trascurare l'altra grande passione, la politica.
I progetti giornalistici culminarono qualche tempo dopo nella collaborazione alla nascita del giornale economico Il Sole 24 Ore e al periodico Mondo Economico.
Il 25 aprile 1945, giorno della Liberazione, ritornò finalmente a Milano e assunse la carica di Commissario del Ministero della Produzione Industriale per l'Alta Italia.
Nel luglio 1945 Tremelloni veniva nominato vicepresidente del Consiglio Industriale per l'Alta Italia (C.I.A.I.) sino al 1946.
Conclusasi all'inizio del 1946 l'esperienza dei governi nati dalla Resistenza, Tremelloni riuscì a emergere diventando uno dei maggiori protagonisti della nostra ricostruzione economica: fu chiamato a occupare delicati ruoli di governo fin dalla seconda parte degli anni quaranta.
Tremelloni condivideva con Saragat le linee politiche strategiche che mantenne per tutta la sua militanza nel Partito e individuava come punto di riferimento costante l'esperienza del socialismo democratico dei paesi europei, anche a livello di governo, rappresentati in genere dai partiti socialdemocratici e dal Labour Party inglese. Il suo maestro restò sempre Filippo Turati, il principale esponente della tradizione riformista del socialismo democratico in Italia.

## Incarichi politici
Al primo Congresso nazionale del Partito Socialista Italiano nel dopoguerra, tenutosi a Firenze nell'aprile 1946, partecipò all'elaborazione con altri esperti del programma economico del PSI. Nel 1946 fu dapprima eletto consigliere comunale a Milano e in seguito fece parte dell'Assemblea costituente. Nel luglio 1946 assunse anche l'incarico di sottosegretario di Stato per l'Industria e Commercio e primo collaboratore del ministro Rodolfo Morandi, nel secondo Gabinetto De Gasperi, durante il quale condusse la difficile opera di rilancio dell'industria italiana. Dal dicembre 1947 al maggio 1948 ricoprì la carica di Ministro dell'industria e del commercio nel Governo De Gasperi IV.
Nella prima legislatura repubblicana, Tremelloni venne eletto deputato nelle liste socialdemocratiche a Milano con 9818 voti di preferenza e, dopo il 18 aprile 1948 con la conferma del governo di centro guidato da De Gasperi, fu nominato ministro delegato alla presidenza del Comitato Interministeriale per la Ricostruzione (CIR).
Tra il giugno 1952 e il giugno 1953 Tremelloni si impegnò nell'Inchiesta parlamentare sulla disoccupazione, da lui presieduta e personalmente diretta, che si affiancò all'Inchiesta sulla miseria in Italia. Il fondamentale rapporto (18 volumi) da lui curato venne definito da Einaudi come "una delle cose migliori" compiute dal Parlamento italiano nella prima legislatura ed entrò in molte biblioteche universitarie del mondo.
Nel 1954, benché non rieletto deputato alle elezioni del 7 giugno dell'anno precedente, venne nominato Ministro delle finanze nel primo governo Scelba.
Quando poi nel luglio 1955 si formò un nuovo governo presieduto da Segni, le pressioni di numerosi ambienti economici affinché Tremelloni non venisse riconfermato ministro delle Finanze ebbero successo; infatti fu sostituito da Giulio Andreotti che assicurò un'applicazione moderata dei provvedimenti fiscali approvati in precedenza.
Fu tra i fondatori del CIRIEC (Centro Italiano di Ricerche e di Informazione sull'Economia delle Imprese Pubbliche e di Pubblico Interesse) il 21 febbraio 1956 a Milano dove si costituì la sezione italiana.
Tremelloni ricoprì la carica di presidente di questo centro studi, il primo del suo genere in Italia, ininterrottamente dall'anno di fondazione fino al 1978. Gli studi condotti in oltre un ventennio si riferivano, oltre che al settore delle imprese pubbliche e alle varie modalità di presenza dello Stato nell'economia, anche alla struttura e all'operatività delle società cooperative, senza peraltro trascurare le attività svolte da organismi senza fine di lucro. Sezioni nazionali del CIRIEC esistono oggi oltre che in Italia in altri 15 Stati sparsi nel mondo.
La maggioranza centrista del consiglio comunale di Milano lo nominò, a partire dall'ottobre del 1951, Presidente dell'Azienda Elettrica Municipale di Milano. La successiva maggioranza di centro-sinistra lo confermò in tale carica.
Durante il primo piano quadriennale 1952-55, l'AEM realizzò in Valtellina la nuova centrale idroelettrica di Premadio, la diga di Cancano e una nuova linea di trasporto dell'energia elettrica lunga 175 km.
Nel secondo quadriennio 1956-59, l'AEM realizzò l'impianto di Grosio sempre in Valtellina e costruì un nuovo elettrodotto da 220.000 Volt da Grosio a Milano. Il terzo quadriennio 1960-63 vide la costruzione della centrale termoelettrica di Cassano d'Adda.
Tremelloni dal 1951 divenne professore incaricato di economia e organizzazione aziendale presso il Politecnico di Milano.
Il 27 giugno 1962 si dimise dalla presidenza dell'AEM e tornò dopo sette anni al governo come Ministro del tesoro del IV gabinetto Fanfani. Alle elezioni dell'aprile 1963 fu rieletto deputato nella circoscrizione Milano-Pavia con 10.976 voti di preferenza, e divenne ministro delle Finanze del I e del II governo Moro.
Con il III governo Moro, Tremelloni fu il primo esponente socialista a ricoprire la carica di Ministro della difesa.
Rimase notoria, poi, la sua azione correttrice nei confronti dell'ex SIFAR (nella bufera, con Tremelloni ministro della Difesa, per le vicende riguardanti il cosiddetto "Colpo di Stato" organizzato dal generale De Lorenzo, nel luglio 1964, durante la crisi del Governo Moro-Nenni, con la connivenza – si disse- del Presidente della Repubblica, Antonio Segni), trasformato poi in SID, per riportarlo rigorosamente nell'ambito dei suoi confini istituzionali.
Nell'ultimo scorcio della V Legislatura fu dapprima membro della Commissione Finanza e Tesoro e successivamente presidente dalla Commissione Bilancio e Programmazione della Camera dei deputati (1969).

## Le inchieste parlamentari
L'inchiesta sulla disoccupazione, «proposta il 28 novembre 1950, è la prima grande inchiesta di questo dopoguerra», scrisse Franco Ferrarotti in una sua relazione incentrata sui difficili rapporti tra Parlamento e ricerca sociologica. L'inchiesta parlamentare, riconosciuta solennemente dall'articolo 82 comma I della Costituzione della Repubblica, può utilizzare «forze, la cui collaborazione è indispensabile, del mondo universitario e scientifico, in modo che la inchiesta possa costituire un'ottima occasione per stringere sempre di più gli indispensabili rapporti tra i legislatori e il mondo della scienza».  Riguardo all'altra inchiesta, quella riguardante i limiti della concorrenza, che avrebbe rischiato, per il suo «carattere generalissimo», di soddisfare preoccupazioni di carattere accademico ma di generare un programma del tutto incongruo, raggiungerà un proprio obiettivo con la legge Tremelloni, approvata dalla Camera il 19 aprile 1961.
Morì l'8 settembre 1987 a Brunico, in provincia di Bolzano.